# Modibo Diakité
Mobido Diakité (Bourg-la-Reine, 2 de março de 1987) é um futebolista francês que atua como zagueiro. Atualmente, joga pela Ternana.

## Títulos
Lazio
- Coppa Italia: 2008-09
- Supercopa da Itália: 2009